# Nakovo

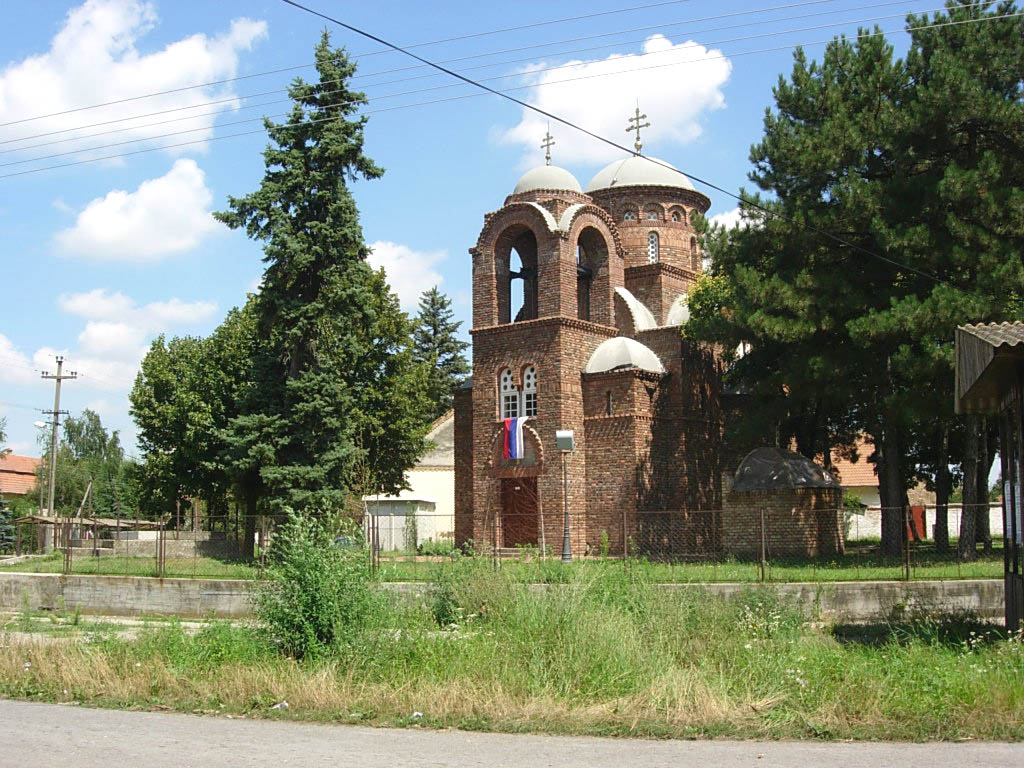
Serbisch-orthodoxe Kirche Hl. Zar Lazar in Nakovo

Nakovo (serbisch-kyrillisch Наково, deutsch (veraltet): Nakodorf, Sellesch, ungarisch Nákófalva) ist ein Dorf in der zu Serbien gehörigen Region Vojvodina.

## Lage
Nakovo liegt direkt an der Grenze zu Rumänien, ca. 5 km nordöstlich von Kikinda. Beim Dorf befindet sich der Grenzübergang Lunga-Nakovo. Von Nakovo aus besteht eine Stichbahn nach Kikinda. Die Straße, an der Nakovo liegt, verbindet Kikinda mit dem rumänischen Lovrin.

## Nachbarorte
| Mokrin  | Teremia Mare                                | Tomnatic     |
| Sajan   | Kompassrose, die auf Nachbargemeinden zeigt | Comloșu Mare |
| Kikinda | Banatsko Veliko Selo                        | Jimbolia     |

## Geschichte
Historisch zählt die Gemeinde zum Banat. Die ehemals donauschwäbische Bevölkerung von Nakovo wurde nach der Niederlage Deutschlands 1944 in Arbeitslager interniert oder nach Russland deportiert. Heute besteht die 1.921 Einwohner (2011) zählende Bevölkerung zu 99,5 % aus Serben und zu 0,4 % aus Ungarn und 0,1 % aus Rumänien

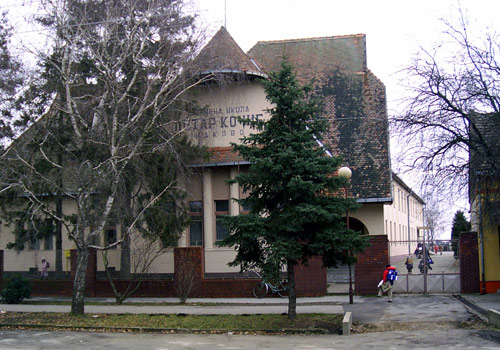
Die Grundschule "Petar Kočić"

Die erste Besiedelung durch Magyaren wurde in einem Ansiedlungsvertrag mit dem Grafen Christoph von Nako 1784 beurkundet. Aus dieser Zeit stammt auch die Ortsbezeichnung Sellesch, die bis 1944 auch im deutschen Sprachgebrauch bevorzugt wurde. Im Jahre 1790 begann die deutsche Besiedlung, zuerst durch Familien aus den umliegenden Orten. Bereits im Jahre 1793 hatte Nakovo 1054 Einwohner.

## Infrastruktur
Nakovo besitzt eine Post, die neu erbaute Serbisch-orthodoxe Kirche Hl. Zar Lazar, auch Nakovska Lazarica genannt, die Grundschule "Petar Kočić", den Kulturverein "Izvor Nakovo", einen Park und den Fußballverein FK "Polet" Nakovo.

## Persönlichkeiten
- Jovan Zivlak (* 1947), serbischer Dichter und Kritiker